# Пауль Маар
Пауль Маар (нар. 13 грудня 1937, Швайнфурт) — німецький дитячий письменник, драматург, ілюстратор, автор понад 50 творів. Лауреат Німецької премії дитячої літератури, Австрійської державної премії, Премії братів Грімм, Премії Е. Т. А. Гофмана, Премії Фрідріха Рюкерта.

## Життєпис
У дитинстві Пауль рано втратив матір і жив у діда в місті Терес на півночі Баварії. Вчився у Швайнфуртівській гімназії, згодом в академії мистецтв у Штутгарті, вивчав живопис і мистецтвознавство. Згодом працював оформлювачем сцени і сценічним фотографом у театрі замку Масбах у Франкфурті, потім упродовж 10 років викладав мистецтвознавство. З 1976 року присвятив себе письменницькій праці. Мешкає у Бамбергу разом з дружиною і дітьми. Такий історичний життєпис Пауля Маара.

## Творчість
Пауль Маар зазначав, що дитячий письменник або пригадує у своїх творах власні щасливі дитячі роки, або вигадує прекрасний світ дитинства, якого не мав у дійсності. Про себе він казав, що належить до другої категорії, тому в його казкових історіях панує радість і довіра, відсутні безглузді обмеження й образи дітей з боку дорослих.
Перша книжка П. Маара «Собака з татуюванням» (нім. Dег tatowierte Hund") вийшла друком 1967 р. Це збірка оповідань, об'єднаних спільним сюжетом про собаку, який розповідав історії про малюнки, зроблені на його тілі. Найновіші казки письменник написав про пана Белло (Herr Bello) — теж про собаку, що став людиною й залишився добрим і наївним. Про пана Белло П. Маар написав уже чотири книжки й не збирається на цьому зупинятися.
Найвідомішими творами Пауля Маара стала серія книг про Суботика (нім. Sams, від німецького слова Samstag, що означає «субота»). Наразі українською переклали перші 5 книжок (дата в дужках — рік виходу оригіналу):
1. Що не день, то субота (1973)
2. Машина для здійснення бажань, або Суботик повертається в суботу (1980)
3. Китобус, або Нові цятки для Суботика (1992)
4. Суботик для Мартіна Пляшкера (1996)
5. Суботик у небезпеці (2002)
6. Onkel Alwin und das Sams (2009)
7. Sams im Glück (2011)
8. Ein Sams zu viel (2015)
9. Das Sams feiert Weihnachten (2017)
10. Das Sams und der blaue Drache (2020)
11. Das Sams und die große Weihnachtssuche (2022)
12. Das Mini-Sams ist weg (2024)

Суботик — добре створіння з поросячим носиком, що може виконувати бажання. Він повен позитиву та ділиться ним зі всіма, з ким зустрічається. Образ Суботика є втіленням природного й дитячого погляду на світ. Суботик знайшов собі «тата» — трохи старомодного й нудного пана Пляшкера, котрий усього боїться. Як поступово змінюється новоспечений татусь, розповідається в книжках про Суботика.

## Українські переклади
Твори Маара перекладали Євгенія Горева, Ольга Сидор, Володимир Романець, Олекса Логвиненко. Українською мовою виходили дві серії книг:
1. «Що не день, то субота», «Машина для здійснення бажань, або Суботик повертається в суботу», «Китобус, або Нові цятки для Суботика» (пер. Є. Горевої), «Суботик для Мартіна Пляшкера» та «Суботик у Небезпеці» (пер. О. Сидор);
2. «Пан Белло і блакитне диво» та «Новеньке про пана Белло» (пер. Олекси Логвиненка), видані вид-вом «Теза».